# Alberto Marchetti
Alberto Marchetti (ur. 16 grudnia 1954 w Montevarchi) – włoski piłkarz, grający na pozycji pomocnika, trener piłkarski.

## Kariera piłkarska

### Kariera klubowa
Wychowanek Juventusu, w barwach którego w 1973 rozpoczął karierę piłkarską. W debiutanckim sezonie 1973/74 został wypożyczony do Arezzo. W następnym sezonie chociaż nie rozegrał żadnego meczu, ale zdobył mistrzostwo Włoch. Kolejny sezon 1975/76 spędził na zasadzie wypożyczenia w klubie Novara. Potem wrócił do Turynu i znów zdobył mistrzostwo Włoch. W 1977 przeszedł do Cagliari. W 1983 przeniósł się do Udinese, a po roku odszedł do Ascoli. W 1987 wrócił do Novary. W 1990 został piłkarzem Corbetty, w której zakończył karierę piłkarską w roku 1991.

### Kariera reprezentacyjna
W latach 1983–1984 rozegrał pięć meczów we włoskiej reprezentacji B.

## Kariera trenerska
Po zakończeniu kariery piłkarza w 1992 rozpoczął pracę trenerską w klubie Juventus Domo. Następnie do 2009 roku prowadził kluby Montevarchi, Corbetta, Novara, Brindisi i Borgomanero.

## Sukcesy i odznaczenia

### Sukcesy klubowe
Juventus
- mistrz Włoch: 1974/75[2], 1976/77
- zdobywca Pucharu UEFA: 1976/77

Ascoli
- mistrz Serie B: 1985/86
- zdobywca Pucharu Mitropa: 1986/87